# Рамзи, Рой
Джордж Лерой Ф. (Рой) Рамзи (англ. George Leroy F. (Roy) Ramsay; 28 сентября 1912, Нассау — неизвестно) — багамский яхтсмен. Участник летних Олимпийских игр 1960, 1964 и 1968 годов, чемпион Центральноамериканских и Карибских игр 1962 года.

## Биография
Рой Рамзи родился 28 сентября 1912 года в багамском городе Нассау.
В 1960 году вошёл в состав сборной Багамских Островов на летних Олимпийских играх в Риме. В классе «5,5 метра» на яхте «Джон Би» вместе с Бобби Симонеттом и Бэзилом Келли заняли 8-е место, набрав 3024 очка и уступив 3876 очков завоевавшему золото экипажу из США.
В 1962 году завоевал золотую медаль Центральноамериканских и Карибских игр в Кингстоне в классе «Дракон».
В 1964 году вошёл в состав сборной Багамских Островов на летних Олимпийских играх в Токио. В классе «5,5 метра» на яхте «Джон Би» вместе с Бобби Симонеттом и Перси Ноулзом заняли 9-е место, набрав 2713 очков и уступив 3268 очков завоевавшему золото экипажу из Австралии.
В 1968 году вошёл в состав сборной Багамских Островов на летних Олимпийских играх в Мехико. В классе «Дракон» вместе с Годфри Келли и Дэвидом Келли заняли 16-е место, набрав 145 очков и уступив 127,3 очка завоевавшему золото экипажу из США.
Дата смерти неизвестна.